# Дворище (Демидовский район)
Дворище — деревня в Демидовском районе Смоленской области России. Входит в состав Титовщинского сельского поселения. По состоянию на 2007 год постоянного населения не имеет. 
Расположена в северо-западной части области в 4 км к югу от Демидова, в 2,5 км восточнее автодороги Р133 Смоленск — Невель, на берегу реки Верзона. В 40 км южнее деревни расположена железнодорожная станция Поселковая на линии Смоленск — Витебск. 

## История
В годы Великой Отечественной войны деревня была оккупирована гитлеровскими войсками в июле 1941 года, освобождена в сентябре 1943 года.